# Jastrabie pri Michalovciach
Jastrabie pri Michalovciach (allemand : Jesstreb ,hongrois : Alsókanya) est un village de Slovaquie situé dans la région de Košice.

## Histoire
Première mention écrite du village en 1337.

## Démographie

### Évolution de la population
| Année:               | 1994. | 2004.    | 2014.    | 2024.   |
| -------------------- | ----- | -------- | -------- | ------- |
| Nombre de personnes: | 286   | 338      | 293      | 287     |
| Différence:          |       | +18,18 % | -13,31 % | -2,04 % |

| Année:               | 2023. | 2024.   |
| -------------------- | ----- | ------- |
| Nombre de personnes: | 289   | 287     |
| Différence:          |       | -0,69 % |

## Politique
| Nom              | Parti politique | Date de l'élection | Fin du mandat |
| ---------------- | --------------- | ------------------ | ------------- |
| Miroslav Onduško | SNS             | 02.12.2006         | Déc. 2010     |